# 粉防己碱
粉防己碱（tetrandrine，fanchinine，hanfangchin A）是一种双苄基异喹啉类生物碱，可从防己科植物粉防己根中和其他中草药提取出来。具有抗炎、抗过敏、抗氧化、抗纤维化及免疫调节作用；其可抑制肥大细胞的脱粒，也有“类奎尼丁”的抗心律失常作用。另具有血管扩张特性，因此可以降低血压。
粉防己碱可能具有治疗肝病和肝癌的潜在用途。具有预防小梁切除术后结膜炎或严重结膜炎症患者过度瘢痕/纤维化的潜在治疗价值。粉防己碱具有抗炎和抗纤维化作用，使得粉防己碱和相关化合物可用于治疗肺矽肺病，肝硬化和类风湿性关节炎。还表明粉防己碱在体外抑制埃博拉病毒进入宿主细胞，并且在对小鼠的初步研究中显示出对抗埃博拉病毒的治疗功效。

## 生物合成
粉防己碱是由S-N-甲基乌药碱的自由基偶联二聚化生物合成的：

## 同义词
其同义词包括防己碱、汉防己碱A、NSC 77037、(S ,S )-(+)-粉防己碱、青藤碱A、TTD、四联蛋白和d-粉防己碱 。用作药品时称为汉防己甲素。